# Thalassodes acutipennis
Thalassodes acutipennis là một loài bướm đêm trong họ Geometridae.